# Axel Richter (Eishockeyspieler)
Axel Richter (* 27. März 1956 in Höganäs, Schweden) ist ein ehemaliger deutscher Eishockeytorwart, der von 1972 bis 1982 in der Eishockey-Bundesliga für den Kölner EC und Berliner SC spielte.

## Karriere
Er hatte 337 Bundesligaeinsätze im Tor und konnte sogar ein Tor in seiner Laufbahn selbst erzielen. In der Saison 1976/77 gewann er mit den Kölner Haien die Deutsche Meisterschaft.

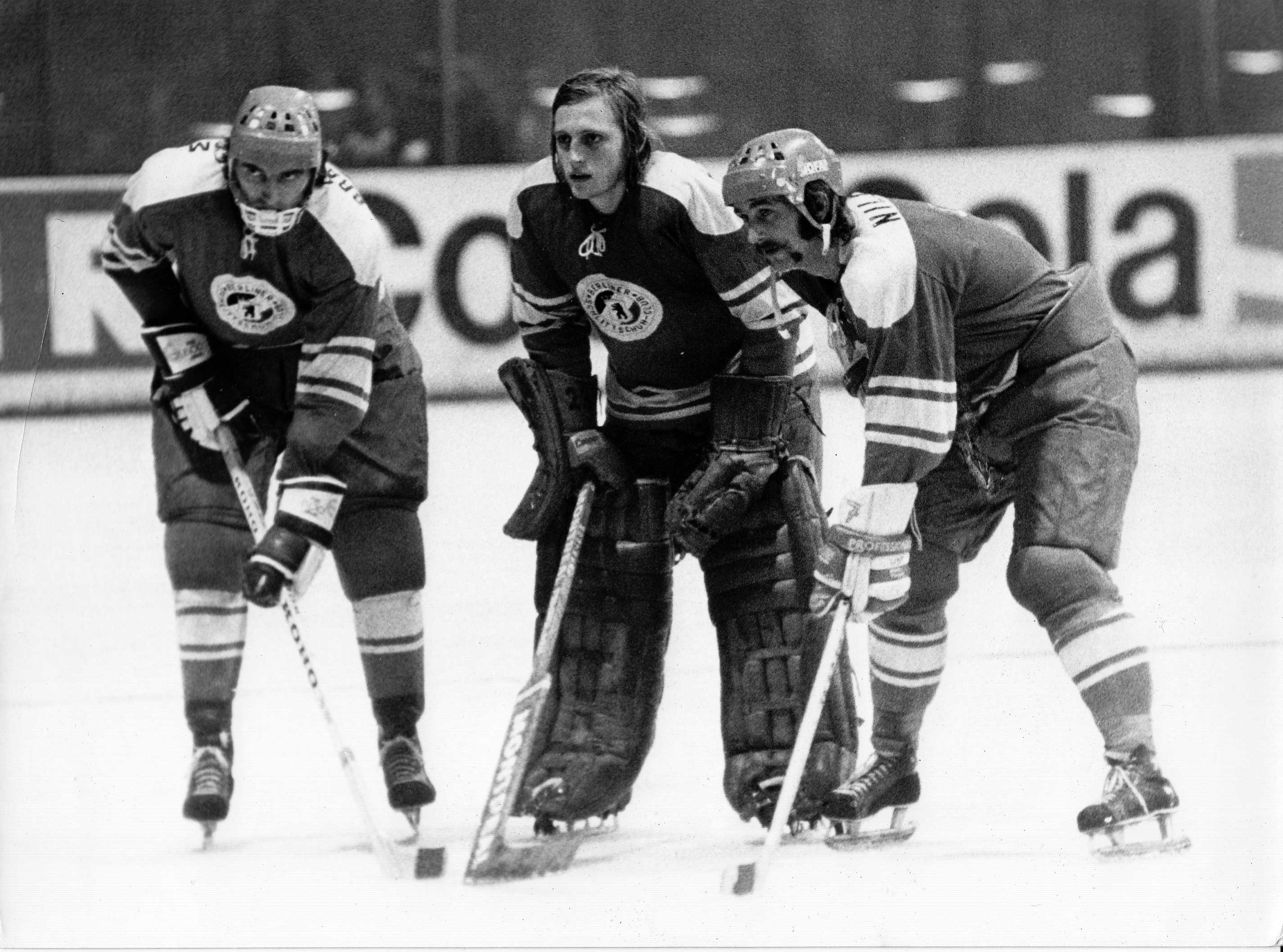
Per-Olof Brännström, Axel Richter und Kaj Nilsson

Zeitweise spielte er in Köln gemeinsam mit seinem Bruder Karl-Gustav Richter. Später wechselte er zum Schlittschuhclub Berlin (Berliner SC).
Von 1982 bis 1986 spielte er noch beim SC Solingen in der 2. Bundesliga.

## Erfolge und Auszeichnungen
- 1974 Deutscher Meister mit dem Berliner SC
- 1977 Deutscher Meister mit dem Kölner EC